# Lars-Åke Wilhelmsson
Lars-Åke Wilhelmsson, født 8. september 1958 i Furuvik udenfor Gävle, er en svensk modedesigner og drag queen, der især er kendt for sine optrædener som Babsan. Han er uddannet typograf og art director.

## Biografi
Under sin opvækst var Wilhelmsson en succesfuld sportsdanser. I 1979 startede han sammen med nogle venner dragshow-gruppen Surprise Sisters. I 1980'erne blev han ofte hyret som mandlig stripteaser, især på natklubben Bacchi Wapen i Stockholm.
Han har fået tildelt Guldmasken flere gange for sit design af tøj til teaterstykker. Han har blandt andet lavet kostumer til RENT, Troldmanden fra Oz, Pippi Langstrømpe, Stars, Karlsson på taget og Grease. Han var desuden vært på tv-programmet Söndagsbingo på TV4 i 2002.
I foråret 2006 lavede han kostumer til musicalen Sweet Charity med Nanne Grönvall på Intiman. I sommeren 2007 tegnede og designede han kostumerne til Pippi Langstrømpe, som Staffan Götestam opførte i Beijing. Desuden stod han for kostumerne til opførelsen af Sound of Music på Göta Lejon med premiere 29. september 2007. 9. juli 2007 var han vært på Sommar på Sveriges Radio P1. Han vandt en Guldmask for sit arbejde på The Producers på Chinateatern og for Babben Larsson og Loa Falkmans kostumer i Obesvarad Kärlek på Intiman i 2009. Han lavede kostumer til sin egen figur Babsan, da han arbejdede på After Dark-showet med Christer Lindarw i 2013. Han var også vært på nogle afsnit af Sveriges Radios sene aftenshow Karlavagnen i sommeren 2014.

## Babsan
Wilhelmssons første tv-optræden som Babsan var i tv-programmet Kullagret i 1986 på SVT men da under kunstnernavnet "Baby Doll Karlsson". Da blondinen Baby Doll (fra Surprise Sisters) skulle være med i en direkte udsendelse på ZTV, glemte værten Anders S. Nilsson imidlertid navnet og improviserede i stedet Babsan, der har været i brug lige siden.
Babsan blev hurtig en glad og åbenhjertet midaldrende kvinde, der ser glitter og glamour som sit vigtigste våben mod hverdagens kedsomhed. Det manifesterede sig senere i ægtemanden og taxichaufføren Gunnar, som publikum aldrig møder, men som er en meget almindelig og kedelig mand. Babsan debuterede som tilbagevendende figur i 1992 i programmet Babbla med Babsan på ZTV. Programmet vistes også på TV3 i en kort periode i 1994-1996 med tre sæsoner og otte afsnit. Babsan gæsteoptrådte også i et afsnit af komedieserien En klass för sig (2000). Babsan er værtinde på gayaftenerne på natklubben Patricia.
I foråret 2006 medvirkede Babsan i børneprogrammerne Bubbla med Babsan og TV Myra på TV4, hvor hun gav humoristiske tips i spørgsmål om etikette og dannelse. I sommeren 2009 var Babsan med i hvert afsnit af Allsång på Skansen og var vært på webshowet, der blev sendt på SVTPlay efter hvert program. I et af programmerne sang hun sin egen sang "Jetset Babsan".
Fra 2009 optrådte Wilhemsson både som Babsan og andre figurer i en landsdækkende turne med det ovennævnte show After Dark. En indspilning af showet blev sendt af SVT1 nytårsaften 2011. I 2012 medvirkede hun i et nyt After Dark-show på Malmöoperan, der satte publikumsrekord den sidste weekend før sommeren, i september 2012 på Hamburger Börs og i foråret 2013 på Rondo i Göteborg.
I foråret 2010 medvirkede Babsan i børneprogrammet Wild Kids under en af børnenes missioner. I 2011 medvirkede hun i Melodifestivalen med bidraget "Ge mig en spanjor". Sangen fik en syvendeplads ud af otte i den anden semifinale.

## Roller i film
- 2000 - Jönssonligan spelar högt
- 2000 - Livet är en schlager

## Diskografi
- 1999 - Babsan på Rymmen / CD Park Studio Roger Krieg
- 1999 - Jag är som jag är / I am what I am mix Emil Hellman (single)
- 2006 - Heja på! (single)
- 2006 - Alltid lika vacker indspillet i Studio GMP (single)
- 2006 - Babsan önskar God Gala Jul
- 2007 - Babsan sjunger Zarah med blandt andet Lars Roos ved flygel og orkester med Krister Lundqvist
- 2008 - Babsan Jetset Lady / Thomas G-son-single med blandt andet Fotbollslåten og Alltid lika Vacker af Jan Lekeman
- 2009 - Cabaret - Babsan-single med fem sange. Blandt andet en ny sang af Forsberg, Sjöberg, Wastesson.
- 2010 - Alla dessa Jular Babsan-single af Forsberg, Sjöberg, Wastesson.
- 2011 - Melodifestivalen 2011 - Dobbelt-cd med alla kunstnerne fra Mellon 2011, bl.a. "Ge mej en Spanjor!" av Forsberg, Sjöberg, Wastesson.
- 2012 - Han tror på mej - Single med fire spår. Tekst og musik af Forsberg, Sjöberg, Wasresson.
- 2014 - Babsan heter jag - Single med 2 spor. Tekst og musik af Forsberg, Sjöberg, Wasresson.